# Michel Serrault
Michel Lucien Serrault (Brunoy, 24 januari 1928 - Équemauville, 29 juli 2007) was een Franse acteur die in meer dan 150 films speelde.

## Levensloop
Hij wilde eigenlijk clown worden in het circus, maar hij werd door zijn ouders naar een opleiding voor priester gestuurd. Na een paar maanden stopte hij daarmee en begon met acteren.
In 1948 startte hij zijn carrière in het theater met Robert Dhéry in Les Branquignols. Zijn eerste film was Ah! Les belles bacchantes in 1954. In 1955 kreeg hij zijn eerste bijrol van enige betekenis in de thriller Les Diaboliques.
He werkte in begin jaren 50 samen met Jean Poiret, wat leidde tot een lied en een cabaretsketch. Samen speelden ze tussen 1956 en 1984 in achttien films, waarvan Poiret er een paar van heeft geschreven.
Tot op heden is Michel Serrault de enige acteur die drie keer met de César voor beste acteur werd bedacht. Daarnaast behaalde hij ook nog vier nominaties voor dezelfde prijs.
Hij overleed op 79-jarige leeftijd thuis aan de gevolgen van kanker.

## Prijzen
| César voor beste acteur | Film                            | Uitslag     |
| ----------------------- | ------------------------------- | ----------- |
| 1979                    | La Cage aux folles (1978)       | gewonnen    |
| 1981                    | La Cage aux folles II (1980)    | genomineerd |
| 1982                    | Garde à vue                     | gewonnen    |
| 1984                    | Mortelle randonnée (1983)       | genomineerd |
| 1986                    | On ne meurt que 2 fois (1985)   | genomineerd |
| 1991                    | Docteur Petiot (1990)           | genomineerd |
| 1996                    | Nelly et Monsieur Arnaud (1995) | gewonnen    |

| César voor beste acteur in een bijrol | Film                       | Uitslag     |
| ------------------------------------- | -------------------------- | ----------- |
| 1979                                  | L'Argent des autres (1978) | genomineerd |

| Prix Lumière voor Beste acteur | Film                            | Uitslag  |
| ------------------------------ | ------------------------------- | -------- |
| 1996                           | Nelly et Monsieur Arnaud (1995) | gewonnen |
| 1998                           | Rien ne va plus (1997)          | gewonnen |

## Theater
Hij speelde mee in de volgende stukken:
- La Cage aux Folles
- L'Avare
- On purge bébé
- Pour avoir Adrienne

## Filmografie
- Pars vite et reviens tard (2007)
- L'Avare (2007) (TV)
- Monsieur Léon (2006) (TV)
- Le Bénévole (2006)
- Antonio Vivaldi, un prince à Venise (2006)
- Les Enfants du pays (2006)
- Grabuge! (2005)
- Joyeux Noël (2005)
- Ne quittez pas! (2004) - Alleen stem
- Albert est méchant (2004)
- Les clefs de bagnole (2003)
- L'Affaire Dominici (2003) (televisiefilm)
- Le furet (2003)
- Le Papillon  (2002)
- 24 Heures de la vie d'une femme (2002)
- Vajont - La diga del disonore (La Folie des hommes) (2001)
- Une hirondelle a fait le printemps (2001)
- Belphégor, le fantôme du Louvre (2001)
- Les Acteurs (2000)
- Le libertin (2000)
- Le monde de Marty (2000)
- Les Enfants du marais (1999)
- Le comédien (1997)
- Rien ne va plus (1997)
- Artemisia (1997)
- Assassin(s) (1997)
- Beaumarchais, l'insolent (1996)
- Le bonheur est dans le pré (1995)
- Nelly et Monsieur Arnaud (1995)
- Bonsoir (1994)
- Room Service (1992)
- Vieille canaille (1992)
- Ville à vendre (1992)
- La vieille qui marchait dans la mer (1991)
- Docteur Petiot (1990)
- Buon Natale... buon anno (1989)
- Comédie d'amour (1989)
- Ne réveillez pas un flic qui dort (1988)
- Bonjour l'angoisse (1988)
- En toute innocence (1988)
- Ennemis intimes (1987)
- Le Miraculé (1987)
- Mon beau-frère a tué ma sœur (1986)
- Liberté, égalité, choucroute (1985)
- La Cage aux folles III (1985)
- On ne meurt que 2 fois (1985)
- Les rois du gag (1985)
- Le Bon Roi Dagobert (1984)
- À mort l'arbitre (1984)
- Le Bon Plaisir (1984)
- Mortelle randonnée (1983)
- Deux heures moins le quart avant Jésus-Christ (1982)
- Les quarantièmes rugissants (1982)
- Les Fantômes du chapelier (1982)
- Nestor Burma, détective de choc (1982)
- Garde à vue (1981)
- Malevil (1981)
- La Cage aux folles II (1980)
- Il Lupo e l'agnello (1980)
- Pile ou face (1980)
- Buffet froid (1979)
- La gueule de l'autre (1979)
- L'associé (1979)
- L'esprit de famille (1979)
- La Cage aux folles (1978)
- L'argent des autres (1978)
- Préparez vos mouchoirs (1978)
- Le roi des bricoleurs (1977)
- La situation est grave... mais pas désespérée (1976)
- Opération Lady Marlène (1975)
- L'ibis rouge (1975)
- C'est pas parce qu'on a rien à dire qu'il faut fermer sa gueule (1975)
- Un linceul n'a pas de poches (1974)
- La gueule de l'emploi (1974)
- La Main à couper (1974)
- Les Chinois à Paris (1974)
- Les Gaspards (1974)
- Le grand bazar (1973)
- La belle affaire (1973)
- Moi y'en a vouloir des sous (1973)
- Tout le monde il est beau, tout le monde il est gentil (1972)
- Un meurtre est un meurtre (1972)
- Le Viager (1972)
- Le cri du cormoran, le soir au-dessus des jonques (1970)
- La liberté en croupe (1970)
- Appelez-moi Mathilde (1969)
- Ces messieurs de la gâchette (1969)
- Mais qu'est-ce qui fait courir les crocodiles? (1969)
- Un merveilleux parfum d'oseille (1969)
- À tout casser (1968)
- Ces messieurs de la famille (1967)
- Le fou du labo IV (1967)
- Le grand bidule (1967)
- Les compagnons de la marguerite (1967)
- Du mou dans la gâchette (1966)
- Le lit à deux places (1966)
- Le roi de coeur (King of Hearts) (1966)
- Moi et les hommes de 40 ans (1966)
- Les combinards (1966)
- Les baratineurs (1965)
- Le caïd de Champignol (1965)
- Les enquiquineurs (1965)
- Le petit monstre (1965)
- Quand passent les faisans (1965)
- La tête du client (1965)
- Cent briques et des tuiles (1965)
- La bonne occase (1965)
- Jaloux comme un tigre (1964)
- La chasse à l'homme (1964)
- Les durs à cuire ou Comment supprimer son prochain sans perdre l'appétit (1964)
- Des pissenlits par la racine (1964)
- Carambolages (1963)
- Clémentine chérie (1963)
- Comment trouvez-vous ma soeur? (1963)
- Bébert et l'omnibus (1963)
- Comment réussir en amour (1963)
- Les quatre vérités (1962)
- Un clair de lune à Maubeuge (1962)
- Nous irons à Deauville (1962)
- Le repos du guerrier (1962)
- La gamberge (1962)
- Candide ou l'optimisme au XXe siècle (1961)
- La belle Américaine (1961)
- Ma femme est une panthère (1960)
- La française et l'amour (1960)
- Vous n'avez rien à déclarer? (1959)
- Messieurs les ronds de cuir (1959)
- Oh! Qué mambo (1959)
- Nina (1959)
- Musée Grévin (1958)
- Clara et les méchants (1958)
- Le naïf aux quarante enfants (1958)
- Assassins et voleurs (1957)
- Ça aussi c'est Paris (1957)
- Adorables démons (1957)
- La terreur des dames (1956)
- La vie est belle (1956)
- Cette sacrée gamine (1956)
- Les Diaboliques (1955)
- Ah! Les belles bacchantes (1954)